# Brampton-Sud
Pour les articles homonymes, voir Brampton.
Pour la circonscription provinciale, voir Brampton-Sud (circonscription provinciale).
Circonscription électorale fédérale du Canada
Brampton-Sud ((en) Brampton South) est une circonscription électorale fédérale en Ontario.

## Géographie
Située au nord de Toronto, la circonscription consiste en une partie de la ville de Brampton dans la municipalité régionale de Peel.
Les circonscriptions limitrophes sont Brampton-Ouest, Brampton-Centre,  Wellington—Halton Hills, Mississauga—Streetsville et Mississauga—Malton.

## Députés
| Législature                                                  | Années        | Députée     | Parti | Parti   |
| ------------------------------------------------------------ | ------------- | ----------- | ----- | ------- |
| Brampton-Sud issue d'une partie de Brampton-Ouest avant 2015 |               |             |       |         |
| 42e                                                          | 2015–2019     | Sonia Sidhu |       | Libéral |
| 43e                                                          | 2019–2021     | Sonia Sidhu |       | Libéral |
| 44e                                                          | 2021–2025     | Sonia Sidhu |       | Libéral |
| 45e                                                          | 2025–en cours | Sonia Sidhu |       | Libéral |